# Alan Baddeley
Alan Baddeley er en britisk professor i psykologi, mest kendt for sin model af Korttids-/arbejdshukommelsen.

## Populære studier

### Recency-effekten
Baddeley og Hitch testede i 1977, hvorledes recency-effekten knytter sig til korttidshukommelsen. Her testede de på rugbyspilleres evne til at erindre, hvilke teams de havde spillet for i den aktuelle sæson. Rugbyspillernes erindringer viste sig at have en klar recency-effekt.
Ligeledes har Baddeley og Costa i 1991 fundet en recency-effekt ift., hvor man har parkeret sin bil. Hertil lavede Baddeley og Costa et forsøg, hvor de bad forsøgspersonerne om at erindre, hvor de havde parkeret deres bil om morgenen og aftenen, i en periode bestående af de foregående 12 dage. Her fandt de, at forsøgspersonerne var bedst til at huske, hvor de havde parkeret de sidste dage i perioden, frem for de første dage. 

### Korttids-/arbejdshukommelsen
Baddeley og Hitch præsenterede i 1970'erne en ny måde at se korttidshukommelsen på. De foreslog her, at korttidshukommelsen er afgørende for, at mennesket kan manipulere og transformere information.
Baddeley og Hitch omdøbte korttidshukommelsen til arbejdshukommelsen, for at understrege dens aktive funktion. 
De udarbejdede en mere dynamisk model for korttidshukommelsen i 1974. Modellen introducerede begrebet arbejdshukommelse, og viste processen omkring denne. Ud fra modellen er der to slavesystemer; hhv. den visuospatiale skitseblok, som lagrer visuel information, og den fonologiske løkke, som lagrer det auditive information. Disse to slavesystemer sender information til den centrale styringsenhed, der samler og lagrer information fra de forskellige sanser til langtidshukommelsen. Den centrale styringsenhed har også den funktion, at den kan fokusere opmærksomheden og dele opmærksomheden op i flere stimuli, som kan fordeles til den visuospatiale skitseblok og den fonologiske løkke, for at blive bearbejdet heri. I 2003 revurderede Baddeley denne model og tilføjede den episodiske buffer, som kan indeholde episoder af integreret information. Den har en begrænset kapacitet, men kan tilgås af arbejds- og langtidshukommelsen. Baddeley er dog i tvivl om, hvorvidt lugte- og smagssansen har direkte adgang til denne buffer.